# Psammobatis bergi
Psammobatis bergi är en rockeart som beskrevs av Marini 1932. Psammobatis bergi ingår i släktet Psammobatis och familjen egentliga rockor. IUCN kategoriserar arten globalt som livskraftig. Inga underarter finns listade i Catalogue of Life.